# Ethernize - Ao Vivo
Ethernize - Ao Vivo é o quinto álbum da dupla Thaeme & Thiago, lançado em 1 de abril 2016 pela Som Livre. O projeto foi registrado em uma apresentação que ocorreu no dia 6 de dezembro de 2015, na Expotrade localizada na região metropolitana de Curitiba.

## CD

### Faixas
| N.º            | Título                                                               | Compositor(es)                                                                       | Duração  |  |
| 1.             | "Fica Louca" (Part. Gusttavo Lima)                                   | Felipe Duran Thaeme Mariôto Leko Bertoldo Thiago Bertoldo                            | 2:31     |  |
| 2.             | "Traição Não é Acidente"                                             | Dayane Camargo Bruno Camacho Ray Antônio Everton Matos Diego Ferreira                | 2:58     |  |
| 3.             | "Pra Ter Você Aqui"                                                  | Júnior do Nascimento Cézar do Nascimento                                             | 3:19     |  |
| 4.             | "Então Te Vejo"                                                      | Liandro Léo Camaro Rodrigo Wesley                                                    | 2:59     |  |
| 5.             | "Igreja ou Barzinho"                                                 | Renan Augusto Thiago Bertoldo                                                        | 3:15     |  |
| 6.             | "Beautiful Girl (Beautiful)"                                         | Maycon Martins Vinicius Martins Silvio Rodrigues                                     | 3:29     |  |
| 7.             | "Meu Segredo (Maldade)"                                              | Lucas Santos Samuel Deolli                                                           | 2:59     |  |
| 8.             | "Amiga Parceira"                                                     | MC Menor Dash DH                                                                     | 3:06     |  |
| 9.             | "Em Poucos Dias"                                                     | Juliano Freitas Diego de Souza                                                       | 2:51     |  |
| 10.            | "Ponto Fraco" (Part. Rick & Nogueira)                                | Caco Nogueira                                                                        | 3:06     |  |
| 11.            | "Tenta"                                                              | Liandro Léo Camaro Rodrigo Wesley                                                    | 3:43     |  |
| 12.            | "Nunca Foi Ex"                                                       | Renan Augusto Thiago Bertoldo Thaeme Mariôto                                         | 2:44     |  |
| 13.            | "A Gente Trai e Depois Chora"                                        | Paula Mattos Renato Moreno                                                           | 2:50     |  |
| 14.            | "Ethernize" (Part. Priscilla Marioto, Leko Bertoldo e Guto Bertoldo) | Nando Marx Douglas Mello Flavinho Tinto Thaeme Mariôto Thiago Bertoldo Rafael Torres | 2:49     |  |
| Duração total: | Duração total:                                                       | Duração total:                                                                       | 42min39s |  |

## DVD
O show de gravação do DVD ocorreu no Expotrade, em Curitiba, no dia 6 de dezembro de 2015. A apresentação contou com a presença de um público de mais de 30 mil pessoas. 

### Faixas
| N.º | Título                                                               | Compositor(es)                                                                       | Duração |  |
| 1.  | "O Que Acontece na Balada"                                           | Nando Marx Flavinho Tinto Douglas Mello                                              |         |  |
| 2.  | "Traição Não é Acidente"                                             | Dayane Camargo Bruno Camacho Ray Antônio Everton Matos Diego Ferreira                |         |  |
| 3.  | "Pra Ter Você Aqui"                                                  | Júnior do Nascimento Cézar do Nascimento                                             |         |  |
| 4.  | "Então Te Vejo"                                                      | Liandro Léo Camaro Rodrigo Wesley                                                    |         |  |
| 5.  | "Igreja ou Barzinho"                                                 | Renan Augusto Thiago Bertoldo                                                        |         |  |
| 6.  | "Bem Feito"                                                          | Renan Augusto                                                                        |         |  |
| 7.  | "Coração Apertado"                                                   | Leko Bertoldo Pedro Viana Paula Mattos                                               |         |  |
| 8.  | "Beautiful Girl (Beautiful)"                                         | Maycon Martins Vinicius Martins Silvio Rodrigues                                     |         |  |
| 9.  | "Meu Segredo (Maldade)"                                              | Lucas Santos Samuel Deolli                                                           |         |  |
| 10. | "Fica Louca" (Part. Gusttavo Lima)                                   | Felipe Duran Thaeme Mariôto Leko Bertoldo Thiago Bertoldo                            |         |  |
| 11. | "Em Poucos Dias"                                                     | Juliano Freitas Diego de Souza                                                       |         |  |
| 12. | "Ponto Fraco" (Part. Rick & Nogueira)                                | Caco Nogueira                                                                        |         |  |
| 13. | "Tenta"                                                              | Liandro Léo Camaro Rodrigo Wesley                                                    |         |  |
| 14. | "Amiga Parceira"                                                     | MC Menor Dash DH                                                                     |         |  |
| 15. | "Como Ela É"                                                         | Paula Mattos Thaeme Mariôto                                                          |         |  |
| 16. | "Incerteza"                                                          | Renan Augusto                                                                        |         |  |
| 17. | "Nunca Foi Ex"                                                       | Renan Augusto Thiago Bertoldo Thaeme Mariôto                                         |         |  |
| 18. | "Volta pra Casa"                                                     | Pedro Vianna Silmara Nogueira                                                        |         |  |
| 19. | "A Gente Trai e Depois Chora"                                        | Paula Mattos Renato Moreno                                                           |         |  |
| 20. | "Ethernize" (Part. Priscilla Marioto, Leko Bertoldo e Guto Bertoldo) | Nando Marx Douglas Mello Flavinho Tinto Thaeme Mariôto Thiago Bertoldo Rafael Torres |         |  |

## Desempenho nas tabelas musicais

### DVD
| Parada musical (2016)        | Melhor posição |
| ---------------------------- | -------------- |
| Brasil (TOP 20 Semanal ABPD) | 9              |